# Titus Buberník
Titus Buberník (ur. 12 października 1933 w Pustych Úľanach, zm. 27 marca 2022) – słowacki piłkarz, pomocnik.
Grał dla reprezentacji Czechosłowacji w 23 meczach i zdobył 5 goli. Był uczestnikiem MŚ 1958, gdzie zagrał w meczu przeciw Irlandii Płn. (wtedy zadebiutował w drużynie narodowej), a na MŚ 1962 znajdował się w kadrze wicemistrzów świata. Był brązowym medalistą ME 60.
Buberník zagrał w drużynie juniorów Slovana Bratysława, potem grał dla MFK Košice, ČH Bratislava i LASK Linz.